# Ильевка (Луганская область)
Ильевка (укр. Іллівка) — село в Краснодонском районе Луганской области Украины. Де факто — с 2014 года населённый пункт контролируется самопровозглашённой Луганской Народной Республикой.
Входит в Пархоменковский сельский совет.

## Общие сведения
Занимает площадь 0,912 км². Почтовый индекс — 94451. Телефонный код — 6435.

## Население
Население по переписи 2001 года составляло 20 человек.

## Местный совет
94450, Луганская обл., Краснодонский р-н, с. Пархоменко, ул. Ленина, 12а; тел. 99-2-34